# Michail Grabovskij
Michail Grabovskij (rusky Михаил Юрьевич Грабовский, bělorusky Міхаіл Юр'евiч Грабоўскі; 31. ledna 1984) je bývalý běloruský profesionální hokejista.

## Reprezentace
Michail reprezentoval Bělorusko na několika turnajích. V roce 2004 se poprvé představil na významném turnaji za mužskou reprezentaci, když se podílel na postupu mužstva z II.divize MS. O rok později se již na mistrovství světa skupiny A blýskl čtyřmi góly do sítě domácí rakouské reprezentace. Světového šampionátu se zúčastnil i v letech 2006, 2008, 2009, 2010 a 2011.
O start na olympijském turnaji ve Vancouveru 2010 Grabovského připravilo zranění.
Statistika na velkých mezinárodních turnajích
| Rok  | Tým          | Událost   |   | Z | G | A | B | TM |
| ---- | ------------ | --------- | - | - | - | - | - | -- |
| 2004 | Bělorusko 20 | MS 20 - B | 5 | 4 | 5 | 9 | 0 |    |
| 2004 | Bělorusko    | MS - B    | 5 | 2 | 1 | 3 | 8 |    |
| 2005 | Bělorusko    | MS        | 6 | 4 | 1 | 5 | 2 |    |
| 2006 | Bělorusko    | MS        | 7 | 5 | 4 | 9 | 2 |    |
| 2008 | Bělorusko    | MS        | 5 | 0 | 3 | 3 | 0 |    |
| 2009 | Bělorusko    | MS        | 7 | 3 | 6 | 9 | 2 |    |
| 2010 | Bělorusko    | MS        | 6 | 0 | 3 | 3 | 6 |    |
| 2011 | Bělorusko    | MS        | 6 | 2 | 2 | 4 | 2 |    |
| 2012 | Bělorusko    | MS        | 7 | 1 | 3 | 4 | 4 |    |

## Klubové statistiky
| Sezona     | Klub                       | Soutěž     | Základní část | Základní část | Základní část | Základní část | Základní část | Play off | Play off | Play off | Play off | Play off |
| Sezona     | Klub                       | Soutěž     | Z             | G             | A             | B             | TM            | Z        | G        | A        | B        | TM       |
| ---------- | -------------------------- | ---------- | ------------- | ------------- | ------------- | ------------- | ------------- | -------- | -------- | -------- | -------- | -------- |
| 2003–04    | CHK Neftěchimik Nižněkamsk | RSL        | 45            | 6             | 11            | 17            | 26            | 5        | 0        | 0        | 0        | 4        |
| 2004–05    | CHK Neftěchimik Nižněkamsk | RSL        | 60            | 16            | 20            | 36            | 32            | 3        | 2        | 0        | 2        | 2        |
| 2005–06    | OHK Dynamo Moskva          | RSL        | 48            | 10            | 18            | 28            | 28            | 4        | 0        | 0        | 0        | 4        |
| 2006–07    | Hamilton Bulldogs          | AHL        | 66            | 17            | 37            | 54            | 34            | 20       | 4        | 7        | 11       | 21       |
| 2006–07    | Montreal Canadiens         | NHL        | 3             | 0             | 0             | 0             | 0             | —        | —        | —        | —        | —        |
| 2007–08    | Hamilton Bulldogs          | AHL        | 12            | 8             | 12            | 20            | 6             | —        | —        | —        | —        | —        |
| 2007–08    | Montreal Canadiens         | NHL        | 24            | 3             | 6             | 9             | 8             | —        | —        | —        | —        | —        |
| 2008–09    | Toronto Maple Leafs        | NHL        | 78            | 20            | 28            | 48            | 92            | —        | —        | —        | —        | —        |
| 2009–10    | Toronto Maple Leafs        | NHL        | 59            | 10            | 25            | 35            | 10            | —        | —        | —        | —        | —        |
| 2010–11    | Toronto Maple Leafs        | NHL        | 81            | 29            | 29            | 58            | 60            | —        | —        | —        | —        | —        |
| 2011–12    | Toronto Maple Leafs        | NHL        | 74            | 23            | 28            | 51            | 51            | —        | —        | —        | —        | —        |
| 2012–13    | HC CSKA Moskva             | KHL        | 29            | 12            | 12            | 24            | 10            | —        | —        | —        | —        | —        |
| 2012–13    | Toronto Maple Leafs        | NHL        | 48            | 9             | 7             | 16            | 24            | 7        | 0        | 2        | 2        | 2        |
| 2013–14    | Washington Capitals        | NHL        | 58            | 13            | 22            | 35            | 26            | —        | —        | —        | —        | —        |
| 2014–15    | New York Islanders         | NHL        | 51            | 9             | 10            | 19            | 8             | 3        | 0        | 0        | 0        | 0        |
| 2015–16    | New York Islanders         | NHL        | 58            | 9             | 16            | 25            | 33            | —        | —        | —        | —        | —        |
| 2016–17    | New York Islanders         | NHL        | 0             | 0             | 0             | 0             | 0             | —        | —        | —        | —        | —        |
| RSL celkem | RSL celkem                 | RSL celkem | 153           | 32            | 49            | 81            | 86            | 12       | 2        | 0        | 2        | 10       |
| NHL celkem | NHL celkem                 | NHL celkem | 534           | 125           | 171           | 296           | 312           | 10       | 0        | 2        | 2        | 2        |